# Williamsfield
Williamsfield is een plaats (village) in de Amerikaanse staat Illinois en valt bestuurlijk gezien onder Knox County.

## Demografie
Bij de volkstelling in 2000 werd het aantal inwoners vastgesteld op 620. In 2006 is het aantal inwoners door het United States Census Bureau geschat op 588, een daling van 32 (-5,2%).

## Geografie
Volgens het United States Census Bureau beslaat de plaats een oppervlakte van 3,3 km², geheel bestaande uit land. Williamsfield ligt op ongeveer 214 m boven zeeniveau.

## Plaatsen in de nabije omgeving
De onderstaande figuur toont nabijgelegen plaatsen in een straal van 20 km rond Williamsfield.